# Gustaf Oxenstierna (1675–1723)
Gustaf Oxenstierna (af Korsholm och Wasa), född 30 februari 1675 på Kaster i Ingermanland, död 30 december 1723 i Stockholm, var en svensk greve och militär.

## Biografi
Gustaf Oxenstierna var son till riksrådet Gustaf Oxenstierna och hovfröken Augusta Maria Babezin. Han blev fänrik vid Carl Gustaf Lewenhaupts regemente i hannoveransk tjänst 1692, kapten i greve von Flietens regemente i sachsisk tjänst 1693 och sedan under generalmajor Jordan till 1697, då han återvände till Sverige. Oxenstierna blev kapten vid Östgöta tremänningsinfanteriregemente 1700 och vid Dalregementet 1703 och major vid Claes Ekeblads regemente i Elbing 1704. Han blev tillfångatagen i Heilsberg av polske översten Smigelski i september 1705 men lösgavs av kung August den starke och återinträdde i militärtjänst. Oxenstierna blev överstelöjtnant vid Kalmar regemente 1710, överstelöjtnant vid Älvsborgs regemente 1711, överstelöjtnant vid Östgöta och Södermanlands tremänningsinfanteriregemente 1712, blev överste samma år och var chef för regementet 1712-1721. Han blev generalmajor 1719 och paraderade med sitt regemente vid Karl XII:s begravning. Oxentierna var 1721–1723 chef för Upplands regemente.

### Familj
Oxenstierna gifte sig 30 november 1700 på Ållonö med sin faders sysslings dotter, friherrinnan Christina Kurck (1670–1736), dotter till riksrådet och generalguvernören, friherre Gustaf Kurck och friherinnan Elsa Beata Banér. De fick tillsammans tre söner, Adam Gustaf Oxenstierna (1710–1710), Elsa Christina Oxenstierna (1713–1754) som var gift med sin syssling, majoren friherren Gabriel Fredrik Kurck, Gustaviana Barbro Oxenstierna (1716–1792) som var gift med generalmajoren, greve Claes Christoffer Ekeblad och Eva Oxenstierna (1718–1784) som var gift med kammartjänaren Johan Vinge och förridaren Christian Carlberg.